# Katherine Magdalene Rose
Katherine Magdalene Rose   (), abans coneguda com a k.m. yarian, és una persona no-binària transgènere i activista social de San Francisco. En un primer moment fou membre de la comunitat religiosa episcopal coneguda com la Germandat de Sant Gregori fins que l'any 2016 es definí públicament com a transgènere. Rose ha publicat diverses obres com In Love and Service Bound: The First Forty Years of the Brotherhood of Saint Gregory; The Skillfulness of Shepherds: Gregorian Reflections on the Spiritual Life i Equipping the Saints, dos volums que s'utilitzen actualment en el programa de formació de la Confraria; a més de l'obra For the Balance of My Natural Life – una reflexió sobre els vots vitals a la via gregoriana. També ha sigut el tema principal del guardonat documental "Changing Habits" de Sara Needham, i ha aparegut a tota mena de mitjans de comunicació de l'àmbit nacional en produccions d'Every Voice Network, una organització de defensa de l'Església Episcopal per a causes progressistes.
En defensa del moviment cristià progressista, Rose ha participat amb organitzacions com Social Redemption, un grup de treball tecnològic dedicat a la reafirmació dels valors cristians progressistes en l'esfera pública, i Every Voice Network, que va organitzar conjuntament una conferència important a Washington DC l'octubre de 2005.
El treball de Rose a San Francisco inclou la defensa espiritual dels membres de la comunitat transgènere i l'activisme polític per causes LGBT*. També destaca per la seva defensa de l'anarquisme cristià. El seu llibre "How To Be A Disciple and Digital" (com a Yarian), una ètica rudimentària de la fe a les xarxes socials, va ser publicat el febrer de 2018 per Church Publishing, Inc.
La seva primera col·lecció de poesia de llarga durada, "tribe: fire-songs", una sèrie de poemes que reflexionen sobre el gènere i la sensualitat es va publicar a Amazon el febrer de 2019. Poc després també es va estrenar una altra edició integral de poesia, "winter breviary", una reflexió sobre l'ansietat espiritual postmoderna i la capacitat de la violència humana. L'any següent, va publicar la seva col·lecció de poesia més recent lloant el títol femení "she who willows among thorns".

## Vida personal
Rose es va casar amb Anthony Anchundo el 2008, just abans que l'aprovació de la Proposició 8 prohibís els matrimonis entre persones del mateix sexe a Califòrnia.
L'11 d'octubre de 2017, Rose va sortir públicament com a transgènere i no-binària pel Dia de la sortida de l'armari.